# カー・オブ・トゥモロー
カー・オブ・トゥモロー（Car of Tomorrow）は、米国のストックカーレースであるNASCAR・スプリントカップシリーズ（旧ネクステルカップ）において、2007年シーズンから使用されているレース用の車の総称。英語圏のメディアでは『CoT』と略される場合が多い。以下本記事でもCoTの略称を使用する。

## 概要
ネクステルカップにおいて、レース内容の高度化に伴いレース用の車の開発・製作費が高騰する傾向が見られるようになったことから、主催者側がコスト抑制を主な目的として導入した。また2001年にデイル・アーンハートがデイトナ500中の事故で亡くなったことを教訓に、安全性も従来の車よりも大幅に強化されている。
CoTでは、全ての車は同一のテンプレートに従い製作されなければならない（そのため異なるメーカーの車でも、外見上の差異は出にくくなっている）。またマシンの耐久性を向上させており、主催者側では「2007年シーズンにおいて、13チームが3レース以上同じ車をレースに使用している」ことを明らかにするなど、マシンのリビルド回数が減ることで大きなコスト削減が図れるとしている。
従来の車との変更点としては、
- フロントスポイラー及びリアウィング（着脱可能）の導入
- 車高が2インチ、車幅が4インチ拡大
- 燃料タンクの容量削減（22ガロン→17 3/4ガロン）
- 安全性の強化
  - 運転席を従来より4インチ中央寄りに移動
  - マシンの両側にいわゆる「クラッシャブルストラクチャー」を追加

などが挙げられる。
2007年は導入初年度ということで、シリーズ全36戦のうち16戦でCoTが使用された。当初は段階的に移行を進め、2009年シーズンよりCoTに全面的に切替を行う予定だったが、移行期間中は従来型のマシンとCoTの2種類の車を用意しなければならないなどチーム側の負担が予想以上に大きいこと、また2007年シーズン前半でCoTに大きなトラブルが出ていなかったことから、主催者は予定を前倒しし、2008年シーズンよりCoTに完全移行を行った。
ネイションワイド・シリーズに関しては2009年シーズンまで旧バージョンのマシンを使用していたが、2010年からCoTへの移行が始まった。
2010年の第6戦マーティンズビルより、「らしくない」と言われ続け不評だったリアウイングが、従来型のような直付けスポイラーへ変更された。
後にブライアン・フランスは、「GEN-5は失敗だった」と述べた。

## ジェネレーション-6
2013年、NASCARはスプリントカップにてカー・オブ・トゥモローの発展型「ジェネレーション-6(GEN 6)」を導入した。この新型車両は、それまでのCoT(以下GEN5)に比べてベース車両により近い外観を持ち、2006年までの車両に相当するメカニカルグリップを得る方針で開発された。これに伴い、トヨタはカムリを継続して使用するが、シボレーとフォードがベース車両を変更している。シボレーはインパラからシボレー・SSに、フォードはフュージョンを2006年型から2012年型に変更した。ダッジもチャージャーの新仕様を発表していたが、長年ダッジを使用してきたペンスキー・レーシングがフォードに移行したことで供給チームがなくなり、2012年限りでNASCARから撤退した。
GEN6ではダウンフォースが増加した他、車体も軽量化している。エンジンフードとトラックリッドをカーボンファイバーとし、その重量はGEN5より150ポンド(68kg)削減された。
ジェネレーション-6は2010年5月から開発テストが行われ、2013年のデイトナ500でデビューした。しかしフェニックス・インターナショナル・レースウェイでの第2戦の後、以前よりオーバーテイクが出来なくなったという旨の論争が発生、デニー・ハムリンの批判に対し25000ドルの罰金が課されたことで論争は加熱した。
GEN6は2013年シーズン中、15のサーキットでトラックレコードを更新した。